# Estado de sítio (coleção)
Estado de Sítio é uma coleção publicada pela editora Boitempo e constituída de ensaios sobre temas centrais para a reflexão crítica sobre a sociedade contemporânea: autoritarismo do Estado, violência,  terrorismo,  fundamentalismo, globalização financeira,  poder da mídia, geopolítica  e conflitos globais. 
A série é coordenada pelo filósofo Paulo Arantes, que também assina duas das obras. Os demais autores dos títulos da coleção são renomados filósofos e cientistas brasileiros e estrangeiros.

## Títulos
| - A era da indeterminação, por Francisco de Oliveira e Cibele Saliba Rizek (orgs.) - Bem-vindo ao deserto do Real! Cinco ensaios sobre o 11 de Setembro e datas relacionadas, por Slavoj Zizek - Brasil Delivery: servidão financeira e estado de emergência econômico, por Leda Paulani - Cinismo e falência da crítica, por Vladimir Safatle - Estado de exceção [Homo Sacer, II, I], por Giorgio Agamben - Evidências do real: os Estados Unidos pós-11 de Setembro, por Susan Willis. - Extinção, por Paulo Arantes - Guerra e cinema - logística da percepção, por Paul Virilio - Hegemonia às avessas: economia, política e cultura na era da servidão financeira, por Francisco de Oliveira, Ruy Braga e Cibele Rizek (orgs.) - O poder global e a nova geopolítica das nações, por José Luís Fiori - O que resta da ditadura: a exceção brasileira, por Edson Teles e Vladimir Safatle (orgs.) - O que resta de Auschwitz: o arquivo e a testemunha, por Giorgio Agamben - O reino e a glória, por Giorgio Agamben. - Saídas de emergência: ganhar/perder a vida na periferia de São Paulo, por Robert Cabanes, Isabel Georges, Cibele S. Rizek e Vera da Silva Telles (orgs.) - São Paulo: a fundação do universalismo, por Alain Badiou. - Videologias: ensaios sobre televisão, por Eugênio Bucci e Maria Rita Kehl - O novo tempo do mundo e outros estudos sobre a era da emergência, por Paulo Arantes - Altíssima pobreza - Regras monásticas e forma de vida [Homo Sacer, IV, 1], por Giorgio Agamben - Mal estar, sofrimento e sintoma - uma psicopatologia do Brasil entre muros, por Christian Ingo Lenz Dunker - A nova razão do mundo - ensaio sobre a sociedade neoliberal, por Christian Laval e Pierre Dardot - As contradições do lulismo - A que ponto chegamos?, por André Singer e Isabel Loureiro |